# AS Tiare Tahiti
El Association Sportive Tiare Tahiti (más conocido como AS Tiare Tahiti) es un club de fútbol de la ciudad de Moorea, en la Polinesia Francesa. Juega la Primera División de Tahití y en esa liga consigue un subcampeonato en 2018-19.

## Palmarés
- Primera División de Tahití

Subcampeón: 2018-19
- Liga de Moorea

Campeón: 2017-18

## Participación en competiciones de la OFC
| Temporada | Torneo                      | Ronda          | Club                 | Resultado |
| --------- | --------------------------- | -------------- | -------------------- | --------- |
| 2020      | Liga de Campeones de la OFC | Fase de grupos | Solomon Warriors FC  | 0-1       |
| 2020      | Liga de Campeones de la OFC | Fase de grupos | AS Magenta           | 2-3       |
| 2020      | Liga de Campeones de la OFC | Fase de grupos | Tupapa Maraerenga FC | w/o       |